# Anna van Palts-Veldenz
Anna van Palts-Veldenz (12 november 1540 - Graben, 30 maart 1586) was van 1577 tot 1584 regentes van het markgraafschap Baden-Durlach. Ze behoorde tot het huis Wittelsbach.

## Levensloop
Anna was het oudste kind van vorst Ruprecht van Palts-Veldenz en diens gemalin Ursula van Salm-Kyrburg, dochter van graaf Johan VII van Salm-Kyrburg.
Op 1 augustus 1558 huwde ze in Heidelberg met markgraaf Karel II van Baden-Durlach, waarmee ze diens tweede echtgenote werd. Net als haar echtgenoot behoorde Anna tot het lutheraans geloof en dus werden hun kinderen ook lutheraans opgevoed. 
Toen haar echtgenoot in 1577 stierf, waren haar zonen nog minderjarig. Hierdoor werd ze de voogd van haar drie zonen Ernst Frederik, Jacob en George Frederik en eveneens regentes van het markgraafschap Baden-Durlach. Dit bleef ze tot in 1584, toen haar zoon Ernst Frederik volwassen werd verklaard. Haar mede-regenten waren keurvorst Lodewijk VI van de Palts en hertog Lodewijk van Württemberg. 
Na het einde van haar regentschap werd het markgraafschap Baden-Durlach in 1584 opgesplitst: Ernst Frederik kreeg het grootste deel en mocht zich markgraaf van Baden-Durlach noemen. Haar tweede zoon Jacob kreeg het markgraafschap Baden-Hachberg en resideerde in de stad Emmendingen. In 1590 bekeerde Jacob zich tot het katholicisme, waarna het de staatsgodsdienst van zijn regeringsgebied werd. Omdat hij korte tijd later aan een arsenicumvergiftiging overleed, viel Baden-Hachberg terug aan zijn broer Ernst Frederik en bleef het gebied lutheraans. Toen Ernst Frederik in 1604 kinderloos stierf, werd het markgraafschap Baden-Durlach door haar jongste zoon George Frederik herenigd.
Anna's jonge kapelaan John Zehender was de laatste jaren van haar leven verantwoordelijk voor haar zielzorg en hield op 5 april 1586 tijdens haar begrafenisdienst een indrukwekkende lijkrede. 

## Nakomelingen
Karel II en Anna kregen volgende kinderen:
- Dorothea Ursula (1559-1583), huwde in 1575 met hertog Lodewijk van Württemberg
- Ernst Frederik (1560-1604), markgraaf van Baden-Durlach
- Jacob III (1562-1590), markgraaf van Baden-Hachberg
- Anna Maria (1565-1573)
- Elisabeth (1570-1611)
- George Frederik (1573-1638), markgraaf van Baden-Durlach